# División de Honor Juvenil de España 2010-11
La temporada 2010-11 fue la 25.ª edición de la División de Honor Juvenil de España, la cual corresponde a la máxima categoría de los equipos sub-19 de España. La competencia se inició el 7 de septiembre de 2010 y finalizó su fase regular el 30 de abril de 2011.

## Tablas de Clasificación

### Grupo I
| Pos. | Equipo                    | Pts. | PJ | G  | E | P  | GF | GC | Dif. | Clasificación 2010-11                          |
| ---- | ------------------------- | ---- | -- | -- | - | -- | -- | -- | ---- | ---------------------------------------------- |
| 1    | Racing de Santander       | 72   | 30 | 23 | 3 | 4  | 64 | 0  | +64  | Clasificado a Copa de Campeones y Copa del Rey |
| 2    | Celta de Vigo             | 68   | 30 | 22 | 2 | 6  | 70 | 0  | +70  | Clasificado a Copa del Rey 2011                |
| 3    | Deportivo de La Coruña    | 64   | 30 | 20 | 4 | 6  | 75 | 0  | +75  | Clasificado a Copa del Rey 2011                |
| 4    | Sporting de Gijón         | 59   | 30 | 17 | 8 | 5  | 51 | 0  | +51  |                                                |
| 5    | CD Roces                  | 54   | 30 | 16 | 6 | 8  | 61 | 0  | +61  |                                                |
| 6    | Atlético Perines          | 42   | 30 | 13 | 3 | 14 | 58 | 0  | +58  |                                                |
| 7    | Gimnástica de Torrelavega | 37   | 30 | 10 | 7 | 13 | 40 | 0  | +40  |                                                |
| 8    | León FF                   | 37   | 30 | 10 | 7 | 13 | 44 | 0  | +44  |                                                |
| 9    | Pontevedra CF             | 35   | 30 | 9  | 8 | 13 | 30 | 0  | +30  |                                                |
| 10   | CD Conxo                  | 35   | 30 | 10 | 5 | 15 | 38 | 0  | +38  |                                                |
| 11   | Racing de Ferrol          | 34   | 30 | 9  | 7 | 14 | 46 | 0  | +46  |                                                |
| 12   | Club Bansander            | 33   | 30 | 8  | 9 | 13 | 37 | 0  | +37  |                                                |
| 13   | Montañeros CF             | 32   | 30 | 9  | 5 | 16 | 32 | 0  | +32  | Descendido a Liga Nacional 2011-12             |
| 14   | CP Calasancio             | 27   | 30 | 7  | 6 | 17 | 33 | 0  | +33  | Descendido a Liga Nacional 2011-12             |
| 15   | Rápido de Bouzas          | 24   | 30 | 6  | 6 | 18 | 29 | 0  | +29  | Descendido a Liga Nacional 2011-12             |
| 16   | CF Gimnástico Alcázar     | 21   | 30 | 5  | 6 | 19 | 28 | 0  | +28  | Descendido a Liga Nacional 2011-12             |

Actualizado a los partidos jugados el Finalizado.
 Fuente: 
Criterios de clasificación: Puntos · Enfrentamientos directos · Diferencia de goles · Goles a favor · Puntos fair-play · Play-off.

### Grupo II
| Pos. | Equipo                  | Pts. | PJ | G  | E  | P  | GF | GC | Dif. | Clasificación 2010-11                          |
| ---- | ----------------------- | ---- | -- | -- | -- | -- | -- | -- | ---- | ---------------------------------------------- |
| 1    | Athletic Bilbao         | 73   | 30 | 23 | 4  | 3  | 77 | 0  | +77  | Clasificado a Copa de Campeones y Copa del Rey |
| 2    | Real Sociedad           | 71   | 30 | 22 | 5  | 3  | 61 | 0  | +61  | Clasificado a Copa del Rey 2011                |
| 3    | CA Osasuna              | 68   | 30 | 21 | 5  | 4  | 55 | 0  | +55  | Clasificado a Copa del Rey 2011                |
| 4    | Deportivo Alavés        | 54   | 30 | 15 | 9  | 6  | 42 | 0  | +42  |                                                |
| 5    | CD Burgos Promesas 2000 | 43   | 30 | 10 | 13 | 7  | 46 | 0  | +46  |                                                |
| 6    | SD Eibar                | 41   | 30 | 10 | 11 | 9  | 39 | 0  | +39  |                                                |
| 7    | CD Berceo               | 37   | 30 | 11 | 4  | 15 | 49 | 0  | +49  |                                                |
| 8    | Danok Bat CF            | 37   | 30 | 11 | 4  | 15 | 31 | 0  | +31  |                                                |
| 9    | UDC Chantrea            | 36   | 30 | 10 | 6  | 14 | 33 | 0  | +33  |                                                |
| 10   | SD Leioa                | 36   | 30 | 10 | 6  | 14 | 29 | 0  | +29  |                                                |
| 11   | Santutxu FC             | 33   | 30 | 9  | 6  | 15 | 33 | 0  | +33  |                                                |
| 12   | Barakaldo CF            | 33   | 30 | 8  | 9  | 13 | 28 | 0  | +28  |                                                |
| 13   | UD Logroñés             | 32   | 30 | 7  | 11 | 12 | 34 | 0  | +34  | Descendido a Liga Nacional 2011-12             |
| 14   | AD San Juan             | 30   | 30 | 8  | 6  | 16 | 36 | 0  | +36  | Descendido a Liga Nacional 2011-12             |
| 15   | Antiguoko               | 22   | 30 | 5  | 7  | 18 | 33 | 0  | +33  | Descendido a Liga Nacional 2011-12             |
| 16   | SD Lagunak              | 17   | 30 | 3  | 8  | 19 | 24 | 0  | +24  | Descendido a Liga Nacional 2011-12             |

Actualizado a los partidos jugados el Finalizado.
 Fuente: 
Criterios de clasificación: Puntos · Enfrentamientos directos · Diferencia de goles · Goles a favor · Puntos fair-play · Play-off.

### Grupo III
| Pos. | Equipo                 | Pts. | PJ | G  | E | P  | GF | GC | Dif. | Clasificación 2010-11                          |
| ---- | ---------------------- | ---- | -- | -- | - | -- | -- | -- | ---- | ---------------------------------------------- |
| 1    | FC Barcelona           | 71   | 30 | 21 | 8 | 1  | 83 | 0  | +83  | Clasificado a Copa de Campeones y Copa del Rey |
| 2    | RCD Espanyol           | 71   | 30 | 22 | 5 | 3  | 75 | 0  | +75  | Clasificado a Copa del Rey 2011                |
| 3    | RCD Mallorca           | 64   | 30 | 20 | 4 | 6  | 66 | 0  | +66  |                                                |
| 4    | CF Damm                | 55   | 30 | 17 | 4 | 9  | 59 | 0  | +59  |                                                |
| 5    | UD Cornellà            | 48   | 30 | 13 | 9 | 8  | 51 | 0  | +51  |                                                |
| 6    | UE Lleida              | 45   | 30 | 12 | 9 | 9  | 46 | 0  | +46  |                                                |
| 7    | CF Badalona            | 40   | 30 | 11 | 7 | 12 | 50 | 0  | +50  |                                                |
| 8    | Gimnàstic de Tarragona | 36   | 30 | 9  | 9 | 12 | 33 | 0  | +33  |                                                |
| 9    | AEC Manlleu            | 35   | 30 | 9  | 8 | 13 | 52 | 0  | +52  |                                                |
| 10   | SD Huesca              | 34   | 30 | 10 | 4 | 16 | 35 | 0  | +35  |                                                |
| 11   | Girona FC              | 33   | 30 | 9  | 6 | 15 | 36 | 0  | +36  |                                                |
| 12   | CD San Francisco       | 33   | 30 | 8  | 9 | 13 | 26 | 0  | +26  |                                                |
| 13   | Juventut Sallista      | 31   | 30 | 8  | 7 | 15 | 36 | 0  | +36  | Descendido a Liga Nacional 2011-12             |
| 14   | CE L'Hospitalet        | 31   | 30 | 8  | 7 | 15 | 41 | 0  | +41  | Descendido a Liga Nacional 2011-12             |
| 15   | UDA Gramanet           | 23   | 30 | 7  | 2 | 21 | 35 | 0  | +35  | Descendido a Liga Nacional 2011-12             |
| 16   | UD Poblense            | 18   | 30 | 4  | 6 | 20 | 33 | 0  | +33  | Descendido a Liga Nacional 2011-12             |

Actualizado a los partidos jugados el Finalizado.
 Fuente: 
Criterios de clasificación: Puntos · Enfrentamientos directos · Diferencia de goles · Goles a favor · Puntos fair-play · Play-off.

### Grupo IV
| Pos. | Equipo               | Pts. | PJ | G  | E | P  | GF | GC | Dif. | Clasificación 2010-11                          |
| ---- | -------------------- | ---- | -- | -- | - | -- | -- | -- | ---- | ---------------------------------------------- |
| 1    | Sevilla FC           | 61   | 30 | 19 | 4 | 7  | 80 | 0  | +80  | Clasificado a Copa de Campeones y Copa del Rey |
| 2    | Córdoba CF           | 61   | 30 | 18 | 7 | 5  | 61 | 0  | +61  | Clasificado a Copa del Rey 2011                |
| 3    | Málaga CF            | 55   | 30 | 17 | 4 | 9  | 60 | 0  | +60  |                                                |
| 4    | Real Betis           | 53   | 30 | 15 | 8 | 7  | 50 | 0  | +50  |                                                |
| 5    | UD Almería           | 49   | 30 | 16 | 1 | 13 | 51 | 0  | +51  |                                                |
| 6    | Coria CF             | 48   | 30 | 13 | 9 | 8  | 35 | 0  | +35  |                                                |
| 7    | Cádiz CF             | 47   | 30 | 13 | 8 | 9  | 43 | 0  | +43  |                                                |
| 8    | UE Sant Andreu       | 43   | 30 | 13 | 4 | 13 | 45 | 0  | +45  |                                                |
| 9    | CG Goyu-Ryu          | 42   | 30 | 12 | 6 | 12 | 47 | 0  | +47  |                                                |
| 10   | Recreativo de Huelva | 42   | 30 | 12 | 6 | 12 | 36 | 0  | +36  |                                                |
| 11   | CD Santa Fe          | 40   | 30 | 11 | 7 | 12 | 49 | 0  | +49  |                                                |
| 12   | Puerto Malagueño GI  | 40   | 30 | 12 | 4 | 14 | 46 | 0  | +46  |                                                |
| 13   | Xerez CD             | 36   | 30 | 11 | 3 | 16 | 60 | 0  | +60  | Descendido a Liga Nacional 2011-12             |
| 14   | CD Siempre Alegre    | 27   | 30 | 7  | 6 | 17 | 33 | 0  | +33  | Descendido a Liga Nacional 2011-12             |
| 15   | Real Jaén            | 19   | 30 | 5  | 4 | 21 | 20 | 0  | +20  | Descendido a Liga Nacional 2011-12             |
| 16   | Polideportivo Ejido  | 15   | 30 | 4  | 3 | 23 | 36 | 0  | +36  | Descendido a Liga Nacional 2011-12             |

Actualizado a los partidos jugados el Finalizado.
 Fuente: 
Criterios de clasificación: Puntos · Enfrentamientos directos · Diferencia de goles · Goles a favor · Puntos fair-play · Play-off.

### Grupo V
| Pos. | Equipo              | Pts. | PJ | G  | E  | P  | GF | GC | Dif. | Clasificación 2010-11                          |
| ---- | ------------------- | ---- | -- | -- | -- | -- | -- | -- | ---- | ---------------------------------------------- |
| 1    | Real Madrid CF      | 78   | 26 | 26 | 0  | 0  | 0  | 0  | 0    | Clasificado a Copa de Campeones y Copa del Rey |
| 2    | Rayo Vallecano      | 69   | 30 | 21 | 6  | 3  | 89 | 0  | +89  | Clasificado a Copa del Rey 2011                |
| 3    | Real Valladolid     | 62   | 30 | 19 | 5  | 6  | 52 | 0  | +52  |                                                |
| 4    | CD Leganés          | 57   | 30 | 17 | 6  | 7  | 65 | 0  | +65  |                                                |
| 5    | Getafe CF           | 46   | 30 | 13 | 7  | 10 | 56 | 0  | +56  |                                                |
| 6    | CD Numancia         | 41   | 30 | 11 | 8  | 11 | 45 | 0  | +45  |                                                |
| 7    | UD Salamanca        | 41   | 30 | 13 | 2  | 15 | 44 | 0  | +44  |                                                |
| 8    | Las Rozas CF        | 38   | 30 | 10 | 8  | 12 | 35 | 0  | +35  |                                                |
| 9    | Atlético Madrid     | 37   | 30 | 11 | 4  | 15 | 47 | 0  | +47  |                                                |
| 10   | Atlético Madrid B   | 37   | 30 | 9  | 10 | 11 | 47 | 0  | +47  |                                                |
| 11   | CF Rayo Majadahonda | 37   | 30 | 10 | 7  | 13 | 30 | 0  | +30  |                                                |
| 12   | AD Unión Adarve     | 35   | 30 | 9  | 8  | 13 | 47 | 0  | +47  |                                                |
| 13   | CP Cacereño         | 35   | 30 | 9  | 8  | 13 | 43 | 0  | +43  | Descendido a Liga Nacional 2011-12             |
| 14   | CD Toledo           | 30   | 30 | 8  | 6  | 16 | 44 | 0  | +44  | Descendido a Liga Nacional 2011-12             |
| 15   | AD Alcorcón         | 17   | 30 | 4  | 5  | 21 | 25 | 0  | +25  | Descendido a Liga Nacional 2011-12             |
| 16   | CP Flecha Negra     | 12   | 30 | 3  | 3  | 24 | 31 | 0  | +31  | Descendido a Liga Nacional 2011-12             |

Actualizado a los partidos jugados el Finalizado.
 Fuente: 
Criterios de clasificación: Puntos · Enfrentamientos directos · Diferencia de goles · Goles a favor · Puntos fair-play · Play-off.

### Grupo VI
| Pos. | Equipo                 | Pts. | PJ | G  | E | P  | GF  | GC | Dif. | Clasificación 2010-11                          |
| ---- | ---------------------- | ---- | -- | -- | - | -- | --- | -- | ---- | ---------------------------------------------- |
| 1    | UD Las Palmas          | 89   | 34 | 29 | 2 | 3  | 100 | 0  | +100 | Clasificado a Copa de Campeones y Copa del Rey |
| 2    | CD Tenerife            | 68   | 34 | 20 | 8 | 6  | 81  | 0  | +81  | Clasificado a Copa del Rey 2011                |
| 3    | UD Vecindario          | 63   | 34 | 20 | 3 | 11 | 74  | 0  | +74  |                                                |
| 4    | SD San José            | 61   | 34 | 18 | 7 | 9  | 89  | 0  | +89  |                                                |
| 5    | Universidad LPGC CF    | 54   | 34 | 16 | 6 | 12 | 64  | 0  | +64  |                                                |
| 6    | CD Puerto Cruz         | 52   | 34 | 16 | 4 | 14 | 58  | 0  | +58  |                                                |
| 7    | CD Laguna de Tenerife  | 52   | 34 | 15 | 7 | 12 | 52  | 0  | +52  |                                                |
| 8    | AD Huracán             | 50   | 34 | 14 | 8 | 12 | 57  | 0  | +57  |                                                |
| 9    | CD Sobradillo          | 51   | 34 | 15 | 6 | 13 | 56  | 0  | +56  |                                                |
| 10   | Puertos Las Palmas CEF | 48   | 34 | 15 | 3 | 16 | 45  | 0  | +45  |                                                |
| 11   | CD Herbania            | 47   | 34 | 14 | 5 | 15 | 48  | 0  | +48  |                                                |
| 12   | CD Teguise             | 46   | 34 | 14 | 4 | 16 | 44  | 0  | +44  |                                                |
| 13   | CD Vallinámar          | 44   | 34 | 12 | 8 | 14 | 63  | 0  | +63  |                                                |
| 14   | UD Atalaya             | 44   | 34 | 13 | 5 | 16 | 46  | 0  | +46  | Descendido a Liga Nacional 2011-12             |
| 15   | Acodetti CF            | 40   | 34 | 11 | 7 | 16 | 57  | 0  | +57  | Descendido a Liga Nacional 2011-12             |
| 16   | CD San Andrés          | 34   | 34 | 9  | 7 | 18 | 60  | 0  | +60  | Descendido a Liga Nacional 2011-12             |
| 17   | Real Unión de Tenerife | 16   | 34 | 4  | 4 | 26 | 31  | 0  | +31  | Descendido a Liga Nacional 2011-12             |
| 18   | UD Icodense            | 9    | 34 | 1  | 6 | 27 | 25  | 0  | +25  | Descendido a Liga Nacional 2011-12             |

Actualizado a los partidos jugados el Finalizado.
 Fuente: 
Criterios de clasificación: Puntos · Enfrentamientos directos · Diferencia de goles · Goles a favor · Puntos fair-play · Play-off.

### Grupo VII
| Pos. | Equipo               | Pts. | PJ | G  | E  | P  | GF | GC | Dif. | Clasificación 2010-11                          |
| ---- | -------------------- | ---- | -- | -- | -- | -- | -- | -- | ---- | ---------------------------------------------- |
| 1    | Villarreal CF        | 70   | 30 | 22 | 4  | 4  | 84 | 0  | +84  | Clasificado a Copa de Campeones y Copa del Rey |
| 2    | Valencia CF          | 65   | 30 | 21 | 2  | 7  | 68 | 0  | +68  | Clasificado a Copa del Rey 2011                |
| 3    | Albacete Balompié    | 50   | 30 | 15 | 5  | 10 | 58 | 0  | +58  |                                                |
| 4    | CF Torre Levante     | 48   | 30 | 14 | 6  | 10 | 51 | 0  | +51  |                                                |
| 5    | Real Zaragoza        | 46   | 30 | 12 | 10 | 8  | 49 | 0  | +49  |                                                |
| 6    | CD Roda              | 45   | 30 | 13 | 6  | 11 | 49 | 0  | +49  |                                                |
| 7    | Torrellano Illice CF | 43   | 30 | 12 | 7  | 11 | 41 | 0  | +41  |                                                |
| 8    | Levante UD           | 42   | 30 | 13 | 3  | 14 | 40 | 0  | +40  |                                                |
| 9    | CF Crack´s           | 40   | 30 | 11 | 7  | 12 | 32 | 0  | +32  |                                                |
| 10   | Real Murcia          | 39   | 30 | 11 | 6  | 13 | 33 | 0  | +33  |                                                |
| 11   | CD Castellón         | 37   | 30 | 11 | 4  | 15 | 53 | 0  | +53  |                                                |
| 12   | Hércules CF          | 36   | 30 | 10 | 6  | 14 | 42 | 0  | +42  |                                                |
| 13   | UD Montecarlo        | 33   | 30 | 10 | 3  | 17 | 28 | 0  | +28  | Descendido a Liga Nacional 2011-12             |
| 14   | Elche CF             | 28   | 30 | 7  | 7  | 16 | 26 | 0  | +26  | Descendido a Liga Nacional 2011-12             |
| 15   | Alicante CF          | 28   | 30 | 7  | 7  | 16 | 38 | 0  | +38  | Descendido a Liga Nacional 2011-12             |
| 16   | CD Dolorense         | 26   | 30 | 7  | 5  | 18 | 43 | 0  | +43  | Descendido a Liga Nacional 2011-12             |

Actualizado a los partidos jugados el Finalizado.
 Fuente: 
Criterios de clasificación: Puntos · Enfrentamientos directos · Diferencia de goles · Goles a favor · Puntos fair-play · Play-off.

## Copa de Campeones 2011
La Copa de Campeones 2011 fue la 17.ª edición de la Copa de Campeones de División de Honor Juvenil que decidió al campeón absoluto de los torneos sub-19 de España. El campeonato inició el 14 de mayo de 2011 y finalizó el 26 de junio de 2011.